# 大社淑子
大社 淑子（おおこそ よしこ、1931年9月25日 - ）は、日本の英文学者、翻訳家。早稲田大学名誉教授。

## 経歴
福岡県北九州市生まれ。青山学院大学文学部卒業、早稲田大学大学院文学研究科博士課程修了、法学部教授、2002年定年、名誉教授。ほか、梅光女学院大学専任講師、関東学院大学助教授を歴任した。
英文学を専攻し、現代の英国女性作家を研究、翻訳、特に米国黒人女性作家のトニ・モリスンの翻訳で知られるが、アイヴィ・コンプトン＝バーネットの研究書も出した。

## 著書
- 『トニ・モリスン 創造と解放の文学』（平凡社） 1996
- 『アイヴィ・コンプトン＝バーネットの世界 権力と悪』（ミネルヴァ書房） 2005
- 『ドリス・レッシングを読む』（水声社） 2011
- 『ミューリエル・スパークを読む』（水声社） 2013
- 『イーディス・ウォートンを読む』（水声社） 2018

## 共編著
- 『現代イギリスの女流作家たち』（井内雄四郎共著、評論社） 1979
- 『トニ・モリスン』（木内徹共編、日外アソシエーツ、人物書誌大系） 2000

## 翻訳
- 『文化人類学入門』（エドワード・タイラー、塩田勉,星野恒彦共訳、太陽社） 1973、のち新版 1981
- 『言語と文化』（H・ランダー、岡野松雄共訳、大修館書店） 1977
- 『他人の娘たち』（リチャード・スターン、早川書房） 1979
- 『火よ燃えろ!』（ジョン・ディクスン・カー、早川文庫） 1980
- 『ホットハウスの狂影』（ミュリエル・スパーク、早川書房） 1981
- 『始まりへの旅』（ハイム・ポトク、早川書房） 1982
- 『生存者の回想』（ドリス・レッシング、サンリオ文庫） 1984、のち水声社
- 『大統領のミステリ』（フランクリン・D・ルーズヴェルト他、ハヤカワ文庫） 1984
- 『エロスと神と収容所 エティの日記』（エティ・ヒレスム、朝日選書） 1986
- 『シカスタ アルゴ座のカノープス』（ドリス・レッシング、サンリオ文庫） 1986、のち水声社
- 『愚行の世界史 トロイアからヴェトナムまで』（バーバラ・タックマン、朝日新聞社） 1987、のち中公文庫
- 『愛と悲しみの探偵』（S・F・X・ディーン、早川書房、ハヤカワ・ミステリ） 1988
- 『生きることの意味を求めて エティの手紙』（エティ・ヒレスム、晶文社） 1989
- 『イングリッド・バーグマン 時の過ぎゆくまま』（ローレンス・リーマー、朝日新聞社） 1989
- 『最初の礼砲 アメリカ独立をめぐる世界戦争』（バーバラ・W・タックマン、朝日新聞社） 1991、のちちくま学芸文庫 2020
- 『女の書く自伝』（キャロリン・ハイルブラン、みすず書房） 1992
- 『エイジ・オブ・イノセンス　汚れなき情事』（イーディス・ウォートン、新潮文庫） 1993
- 『ミセス・スティーヴンズは人魚の歌を聞く』（メイ・サートン、みすず書房） 1993
- 『文学にみる二つの戦後 日本とドイツ』（アーネスティン・シュラント,J・トーマス・ライマー、朝日新聞社） 1995
- 『ハムレットの母親』（キャロリン・G・ハイルブラン、みすず書房） 1997

### アンソニー・バージェス作品
- 『MF』（アントニイ・バージェス、早川書房、アントニイ・バージェス選集 8） 1978
- 『ビアドのローマの女たち』（アントニイ・バージェス、サンリオSF文庫） 1980
- 『アバ、アバ』（アントニイ・バージェス、サンリオSF文庫） 1980

### トニ・モリスン作品
- 『鳥を連れてきた女』（トニ・モリスン、早川書房） 1979
- 『青い眼がほしい』（トニ・モリスン、朝日新聞社、女たちの同時代1） 1981、のちハヤカワ文庫
- 『白さと想像力 アメリカ文学の黒人像』（トニ・モリスン、朝日選書） 1994
- 『ジャズ』（トニ・モリスン、早川書房、トニ・モリスン・コレクション） 1994、のち文庫
- 『スーラ』（トニ・モリスン、早川書房、トニ・モリスン・コレクション） 1995、のち文庫
- 『パラダイス』（トニ・モリスン、早川書房、トニ・モリスン・コレクション） 1999、のち文庫
- 『ラヴ』（トニ・モリスン、早川書房、トニ・モリスン・コレクション） 2005
- 『マーシイ』（トニ・モリスン、早川書房） 2010
- 『神よ、あの 子を守りたまえ』（トニ・モリスン、早川書房） 2016